# Claire Verhage
Claire Verhage (Capelle aan den IJssel, 13 september 1985) is een Nederlandse hockeyster. Ze speelde 34 interlands voor de nationale vrouwenploeg en scoorde hierbij viermaal (peildatum 23 september 2012). Daarnaast speelde ze 22 interlands in het vrouwen-zaalhockeyteam. Ze werd Europees kampioene en won goud bij de Champions Trophy.

## Biografie
Verhage begon met hockey op 16-jarige leeftijd. Haar debuut voor Oranje maakte de aanvalster op 3 april 2007 in het duel Nederland – Duitsland (3-1) te Laren, een door de KNHB aangeboden oefeninterland voor recordinternational Minke Smabers. In 2008 werd ze door bondscoach Marc Lammers uitgenodigd voor deelname aan het toernooi om de Champions Trophy te Mönchengladbach. Verhage won met Nederland brons door in de kleine finale China met 3-0 terug te wijzen.
Op 18 februari 2007 won Nederland voor de eerste keer de wereldtitel Zaalhockey. Verhage won in  in Wenen zeven duels en scoorde hierbij zeven velddoelpunten, waarvan twee in de finale tegen Spanje. In 2009 moest ze revalideren van een zware enkelblessure, die ze had opgelopen in de voorbereiding van de competitie. In 2010 viel ze buiten de Oranje-selectie voor het WK in Argentinië. Het jaar erop maakte ze wel onderdeel uit van het Nederlandse hockeyteam en won bij de Europese kampioenschappen 2011 in Mönchengladbach een gouden medaille. De finale tegen Duitsland werd gewonnen met 3-0.
In januari 2012 werd Claire Verhage genomineerd voor Rotterdamse Sportvrouw van het jaar (RSA). Ze was opgenomen in de voorlopige selectie voor de Olympische Spelen 2012, maar werd uiteindelijk gepasseerd. In september tekende zij een contract voor twee jaar bij SCHC.
Verhage studeerde psychologie aan de Erasmus Universiteit Rotterdam te Rotterdam en promoveerde op 24 januari 2018 op het proefschrift 'Neuromodulation of the cognitive cerebellum' aan dezelfde universiteit.
Claire Verhage is werkzaam als marktonderzoeker bij SKIM

## Clubs
- H.C. Leonidas (?-?)
- H.C. Victoria (2002-2005)
- HC Rotterdam (2005-2010)
- SCHC (2010-2018)